# 八木亞里紗
八木亞里紗（日语：／ Yagi Arisa，1995年7月31日—）日本時尚模特。北海道札幌市出生。Amuse公司所屬。 曾是多家雜誌的專屬模特，2011年12月首登《ViVi》，成為《ViVi》雜誌的專屬模特兒工作至今。父親是法國人，母親是日本混血兒。 Arisa自己表示，長相像父親，性格像母親，是家中獨生女。除了會說日語和英語外，也學習了法語和韓語。小學的時候分別在泰國和大溪地島居住過。

## 經歷
- 作為「TEARDROPS」組合隊員出道、2006年10月退出團體。之後以新組合｢REIRA｣和個人活動為主,其魅力被經濟公司發掘。
- 經過「ライラの冒険オーディション」最終進入『ニコラ』（新潮社），2008年2月號開始以專屬模特身份活動。
- 2009年にはテレビ番組、ネクストプリンセスにレギュラーとして出演。
- 2011年10月（12月號）、『ViVi』（講談社）初登場。成為專屬模特。
- 2012年3月28日「nicola東京開放日2012」宣佈在nicola畢業。
- 2014年1月出演電影《只要妳說妳愛我》。
- 2014年4月 與韓國歌手Key參與《我們結婚了 世界版》
- 2019年2月出演網路劇《1ページの戀

- 2020年出演電視劇異世界居酒屋阿信

（页面存档备份，存于）》飾演米娜

## 演出

### 電影
- 只要妳說妳愛我（2014年7月12日上映，松竹）飾演 北川惠
- 錢形 （2018年5月26日）飾演 杉山佐和子
- 午夜0時的吻（2019年12月、松竹）飾演 内田柊
- Kiss Cam！～COME ON, KISS ME AGAIN!～（2020年9月4日、吉本興業）飾演 風見アカリ
- 花束般的戀愛 （2021年1月29日、東京劇場）飾演 卯内日菜子
- 太陽不會動 ～日食～（日语：太陽は動かない）（2021年3月5日、華納）飾演 小田部奈々

### 電視劇
- 愛愛外星人2（日语：ラブラブエイリアン）（2018年2月6日・13日・27日・3月13日、富士電視台）飾演  北村スミレ （第5，6，8，13，16，17集）
- 深夜的吧台公主（日语：まどろみバーメイド）（2019年7月14日 - 9月29日、大阪電視台）飾演   陽乃崎日代子
- 左撇子艾倫（2019年10月21日 - 12月23日、MBS）飾演  岸あかり
- 異世界居酒屋「阿信」（2020年5月15日 - 7月17日、WOWOW）飾演  艾蕾諾拉
- 即使如此我想旅行。～只是現在旅行樣式～（2020年9月22日、大阪電視台）飾演  飯田麻美
- 3B戀人（日语：3Bの恋人〜付き合ってはいけない職業男子との恋遊戯〜）（2021年1月10日 - 3月14日、朝日放送電視台）飾演   山村麻美
- 1頁之戀（日语：1ページの恋） （2019年2月18日 - 3月25日、AbemaTV）飾演  米娜
- 警視廳0系（日语：警視庁ゼロ係〜生活安全課なんでも相談室〜） 第五季（2021年5月14日、東京電視台）飾演  増田栞 （第3集）
- GIVEN 被贈與的未來（2021年7月17日 - 8月21日、FOD）飾演 上之山彌生
- じゃない方の夜〜恋は突然、生まれない。（日语：じゃない方の彼女）〜 第11話・第12話（2021年12月20日・27日、Paravi）飾演  ヒナコ
- 據倖存的六人所述（2022年8月10日 - 9月14日、MBS）飾演  最上紗奈
- 費馬的料理（2023年10月20日 - 、TBS）飾演 Annette Bartoli

### 綜藝
- 我們結婚了 國際版 第二季（2014年4月 - 7月）